# Johnny Concho
Pour plus de détails, voir Fiche technique et Distribution.
Johnny Concho est un film américain réalisé par Don McGuire, sorti en 1956.

## Synopsis
Johnny Concho doit sauver une ville entière qui a été prit en otage par deux bandits.

## Fiche technique
- Titre : Johnny Concho
- Réalisation : Don McGuire
- Scénario : Don McGuire et David P. Harmon
- Direction artistique : Nicolai Remisoff
- Photographie : William C. Mellor
- Montage : Eda Warren
- Musique : Nelson Riddle
- Producteur : Frank Sinatra
- Pays de production : États-Unis
- Format : Noir et blanc - 1,37:1
- Genre : western
- Durée : 84 minutes
- Date de sortie : 1956

## Distribution
- Frank Sinatra : Johnny Concho / Johnny Collins
- Keenan Wynn : Barney Clark
- William Conrad : Tallman - Gunman
- Phyllis Kirk : Mary Dark
- Wallace Ford : Albert Dark
- Dorothy Adams : Sarah Dark
- Christopher Dark (en) : Walker
- Howard Petrie : Joe Helguson - Blacksmith
- Harry Bartell : Sam Green
- Dan Riss (en) : Juge Earl Tyler
- Willis Bouchey : Shériff Henderson
- Robert Osterloh : Duke Lang
- Jean Byron (en) : Pearl Lang
- Leo Gordon : Mason
- Claude Akins : Lem
- John Qualen : Jake
- Budd Knapp : Pearson
- Ben Wright : Benson